# 목멱산 봉수대 터
목멱산 봉수대 터(木覓山 烽燧臺 址)는 서울특별시 남산 정상에 있던 봉수대 터이다. 1993년 9월 20일 서울특별시의 기념물 제14호로 지정되었다.
남산 봉수대는 서울 남산에 있다고 하여 일명 경봉수(京烽燧)라고 하며, 조선 시대 전국 각지의 봉수를 매일 받아 병조(兵曹)에 보고하는 중앙 봉수소였다.

## 개요
봉수대는 횃불과 연기를 이용하여 급한 소식을 전하던 옛날의 통신수단을 말한다. 높은 산에 올라가서 불을 피워 낮에는 연기로 밤에는 불빛으로 신호를 보냈다.
남산 봉수대는 조선 태조 3년(1394)에 도읍을 한양으로 옮긴 뒤 설치하여, 갑오경장 다음해까지 약 500년간 사용되어 왔다. 남산의 옛 이름을 따서 목멱산 봉수대라 하기도 하고, 서울에 있다하여 경봉수대라 부르기도 하였다.
평상시에는 1개, 적이 나타나면 2개, 적이 경계에 접근하면 3개, 경계를 침범하면 4개, 경계에서 아군과 전투를 벌이면 5개의 불을 올리도록 하였다. 남산 봉수대는 전국의 봉수가 도달하게 되는 중앙 봉수대로서 중요한 역할을 담당하던 곳이다.
동쪽에서부터 서쪽으로 향하여 5개소가 있었다 하는데, 현재 봉수대는 없어지고 터만 남아있다. 전해지는 기록이 없어 정확히 자리를 확인할 수는 없는데, 『청구도』등의 관련자료를 종합하여 1개소를 복원하였다.

## 참고 자료
- 목멱산 봉수대 터 - 국가유산청 국가유산포털

 본 문서에는 서울특별시에서 지식공유 프로젝트를 통해 퍼블릭 도메인으로 공개한 저작물을 기초로 작성된 내용이 포함되어 있습니다.